# Catena carnica principale
La Catena carnica principale (in tedesco Karnischer Hauptkamm) è un gruppo montuoso delle Alpi Carniche, classificato come gruppo alpino dall'AVE, suddiviso in Catena carnica occidentale e Catena carnica orientale. Situata in Italia (Friuli-Venezia Giulia, Veneto e, in misura minore, in Trentino-Alto Adige) ed Austria (Carinzia e Tirolo orientale), costituisce di fatto una catena montuosa, parte della catena principale alpina, posta lungo la linea di confine tra i due stati e parte dello spartiacque tra il bacino idrografico del Mar Adriatico a sud e il bacino del Mar Nero a nord.

## Classificazione

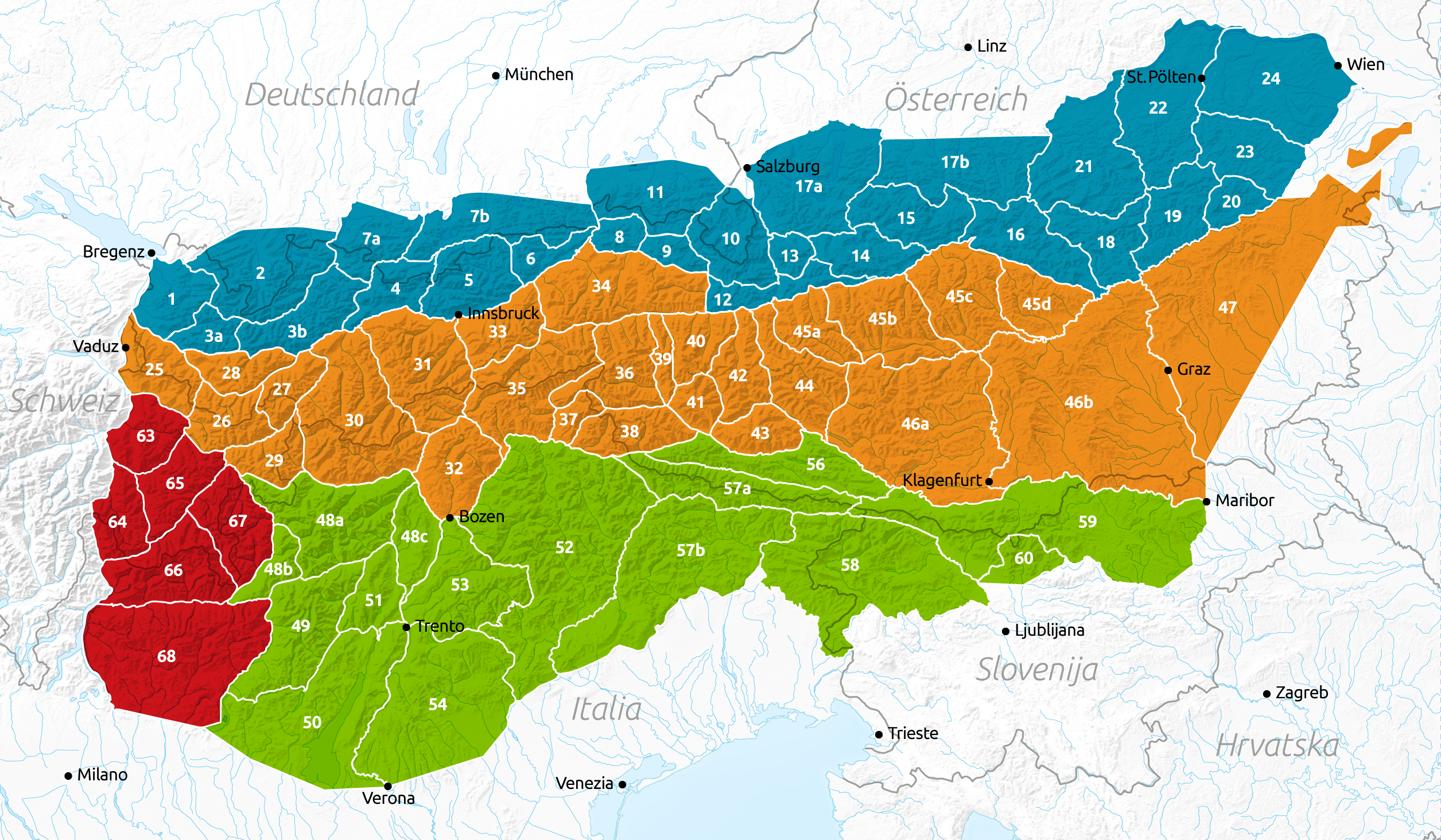
La Catena carnica principale secondo l'AVE è individuata dal numero 57a.

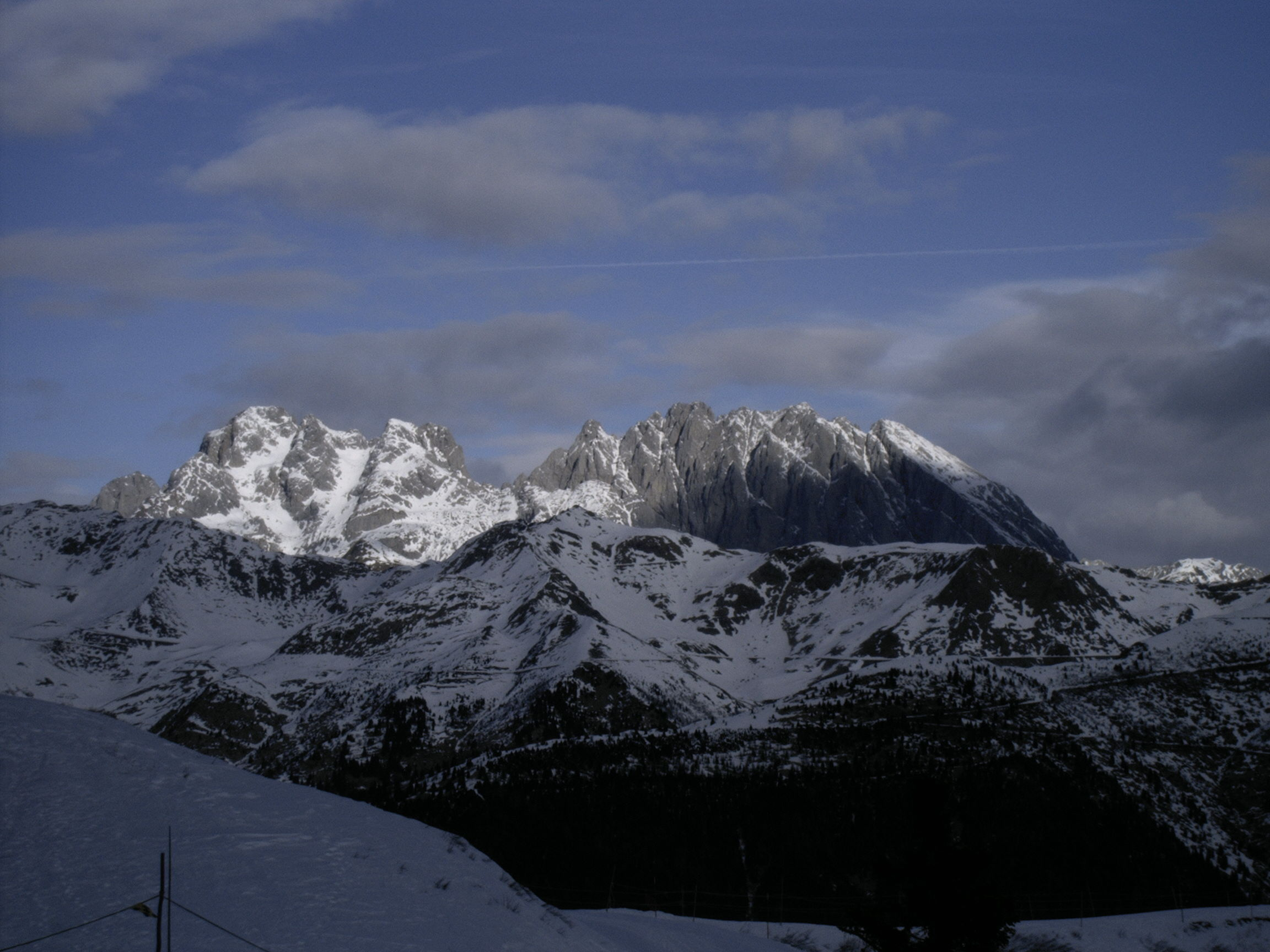
Coglians e Creta delle Chianevate

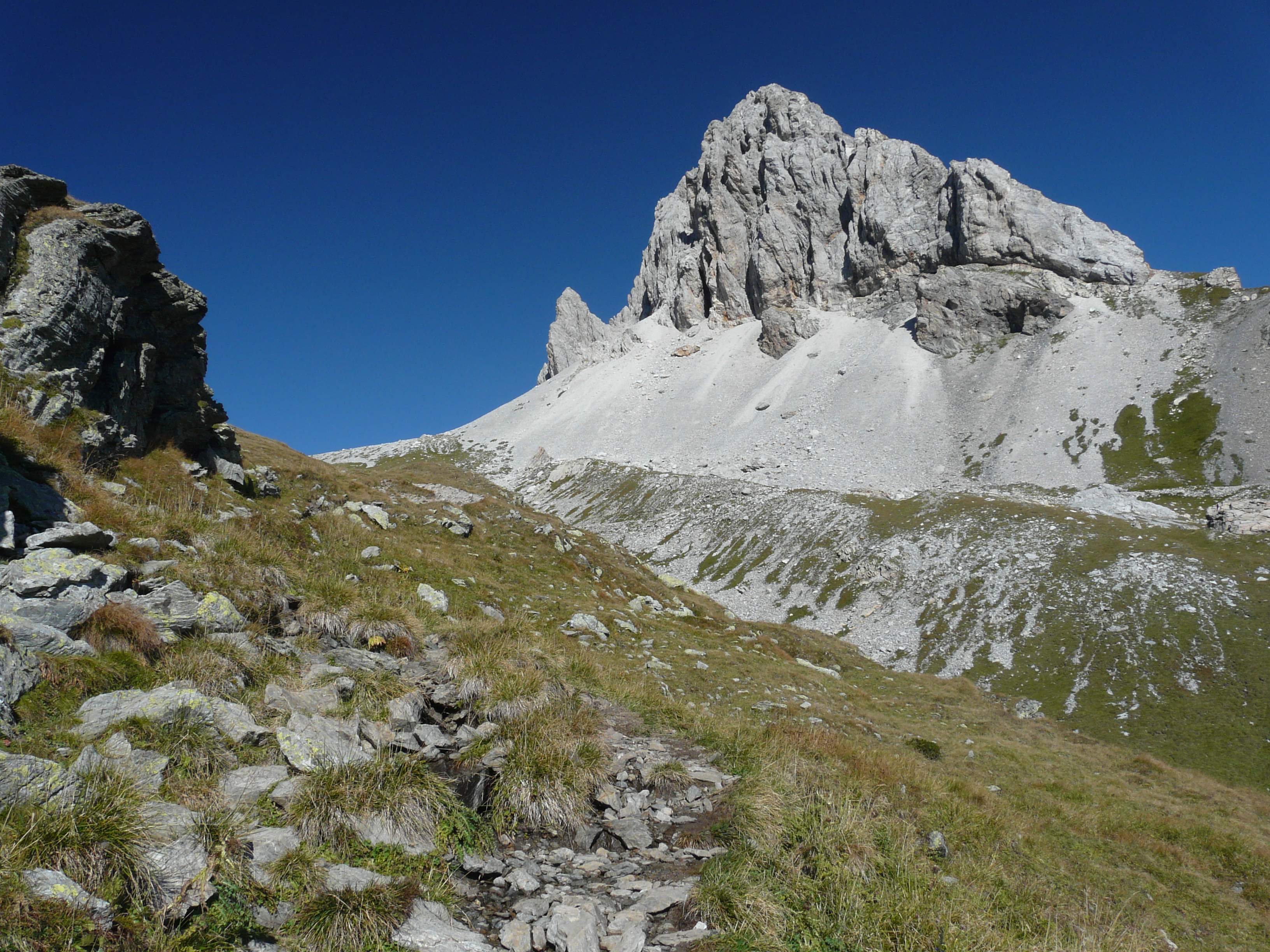
Monte Cavallino

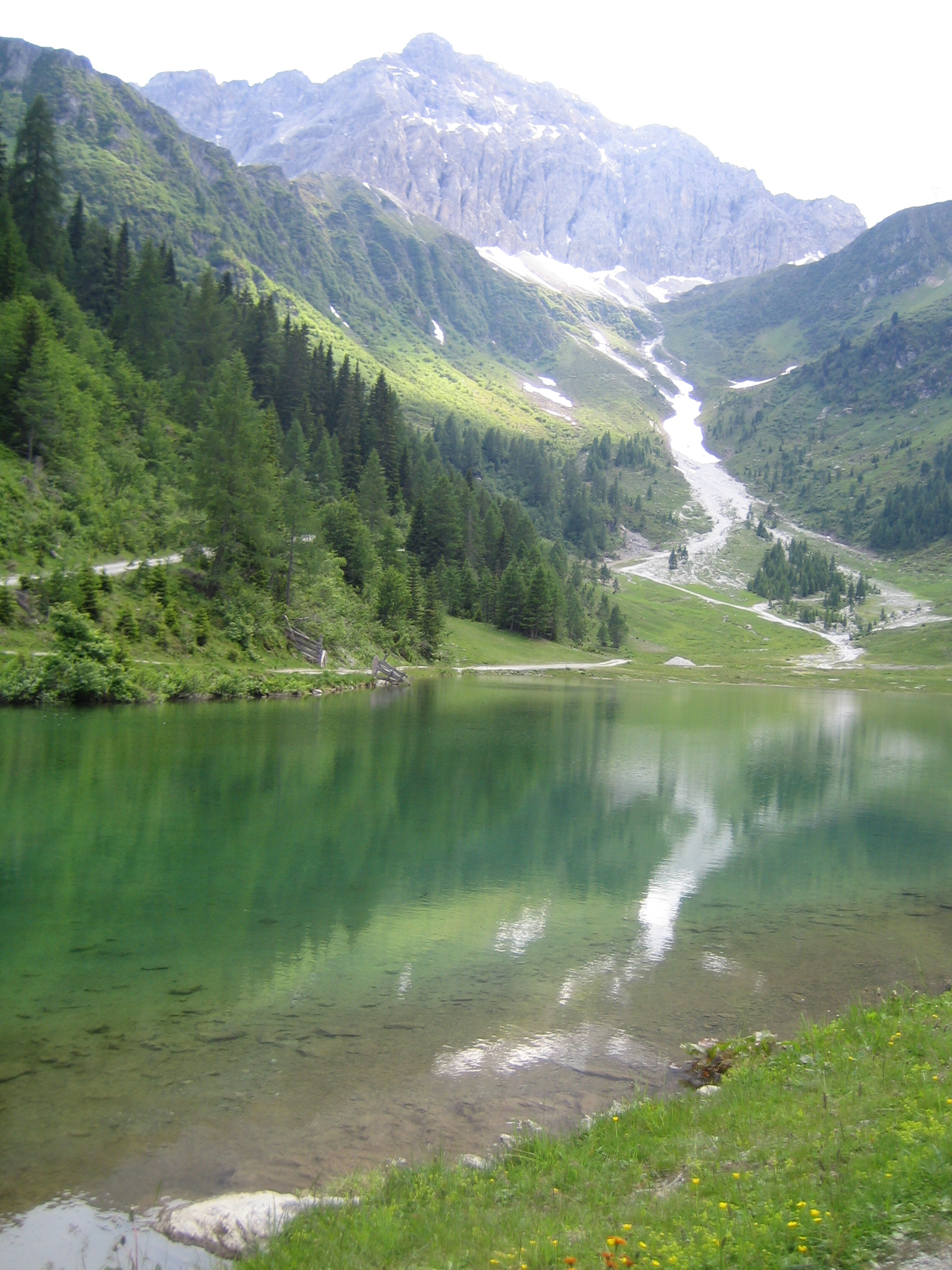
Monte Palombino

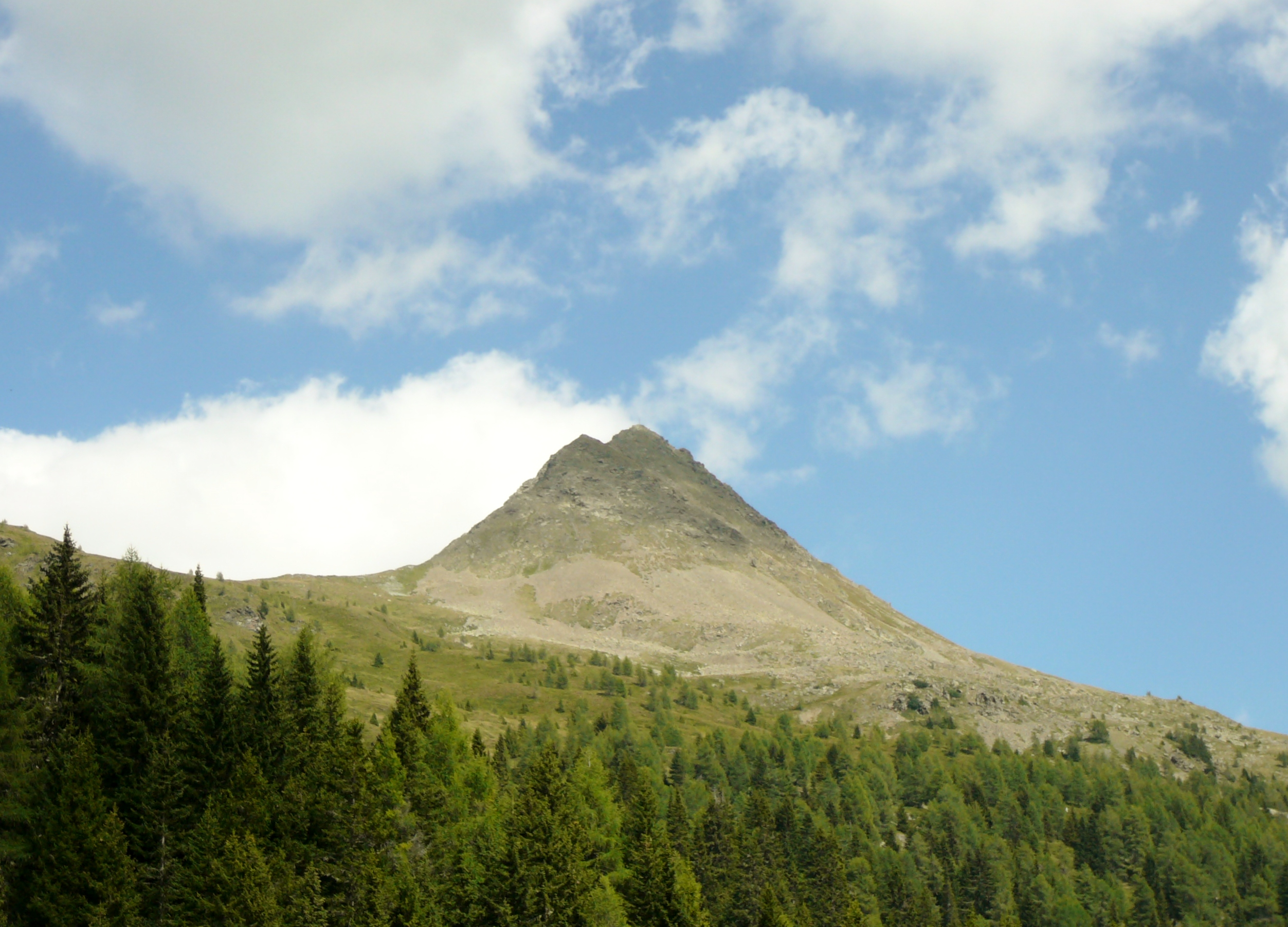
Col Quaternà

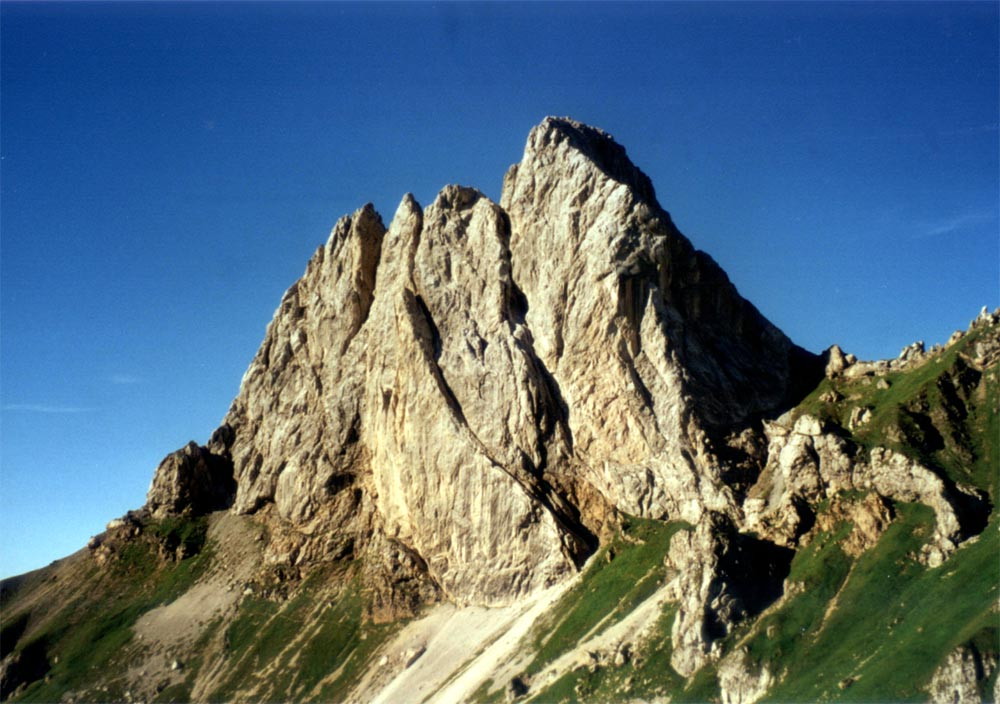
Monte Chiadenis

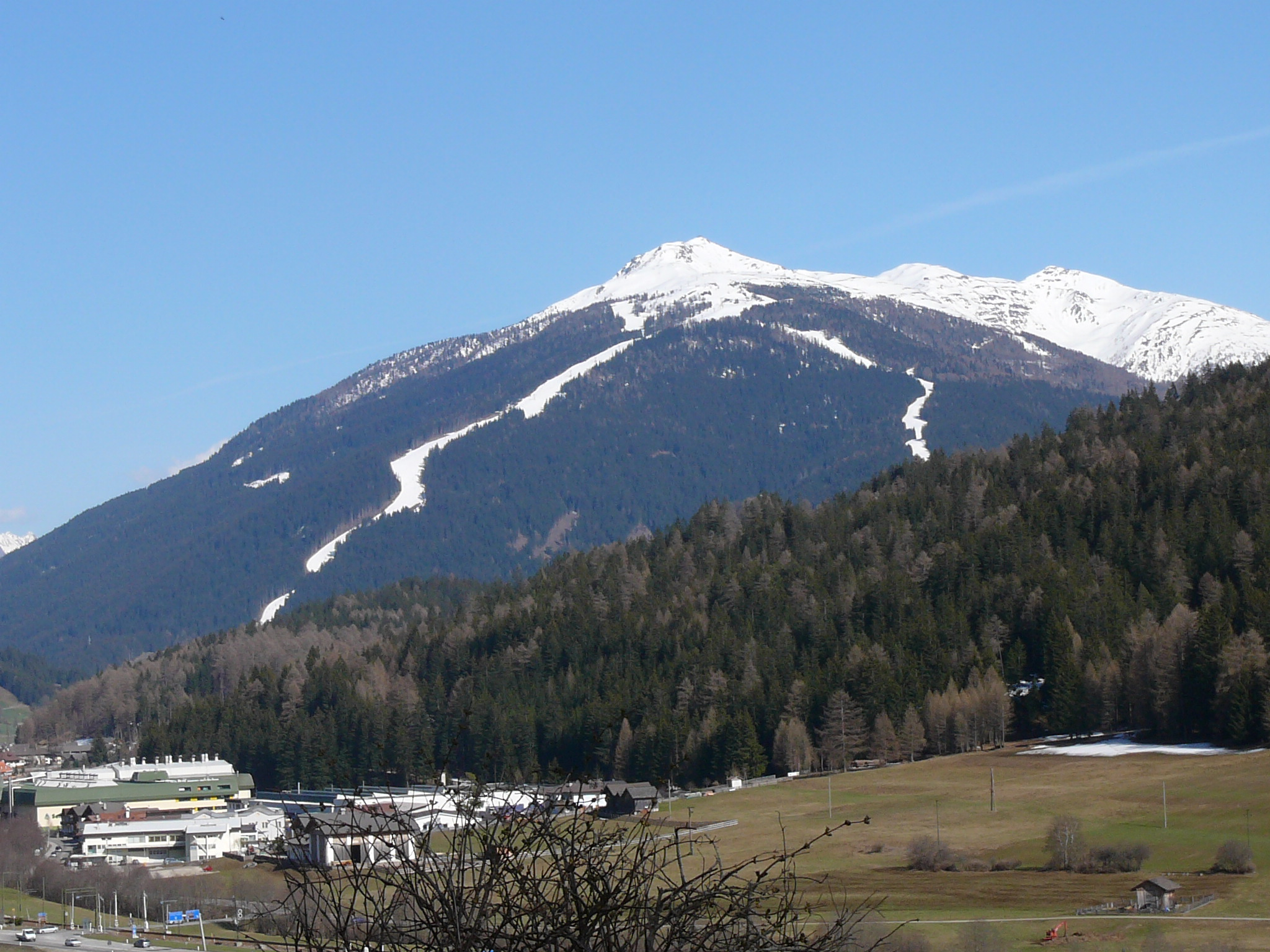
Monte Elmo

La classificazione dei club alpini tedesco ed austriaco chiamata AVE vede la Catena carnica principale come il gruppo 57a di 75 nelle Alpi Orientali.
La SOIUSA la vede come la somma dei due supergruppi denominati "Catena carnica occidentale" e "Catena carnica orientale". In altre parole resta un "settore" della sottosezione denominata Alpi Carniche.

## Delimitazioni
Ruotando in senso orario i limiti geografici sono: passo di Monte Croce di Comelico, valle di Sesto,  fiume Drava, Sella di Kartitsch, fiume Gail, val Canale, sella di Camporosso, val Canale, sella di Cereschiatis, Forca Griffon, Forca di Lius, val Pontalba, sella di Valcalda, alta val Degano, sella di Cima Sappada, fiume Piave, torrente Padola, passo di Monte Croce di Comelico.

## Suddivisione
Secondo la SOIUSA, la Catena carnica principale resta suddivisa in due supergruppi, sei gruppi e diciassette sottogruppi:
- Catena carnica occidentale (A)[2]
  - Cresta Palombino-Vancomun-Piz delle Dodici (A.1)
    - Cresta Pontegrotto-Cavallino-Palombino (A.1.a)
      - Dorsale del Monte Cavallino (A.1.a/a)
      - Costiera Quaterna-Rosson (A.1.a/b)
      - Dorsale Palombino-Cima Vallona (A.1.a/c)

    - Costiera delle Crode dei Longerin (A.1.b)
    - Cresta Vancomun-Pietra Bianca (A.1.c)
      - Dorsale Croda Nera-Vancomun (A.1.c/a)
      - Dorsale Pietra Bianca-Piz delle Dodici (A.1.c/b)

  - Costiera Peralba-Rinaldo (A.2)
    - Massiccio Peralba-Avanza (A.2.a)
    - Sottogruppo del Rinaldo (A.2.b)

  - Cresta Fleons-Volaia (A.3)
    - Giogaia dei Fleones (A.3.a)
    - Cresta Bordaglia-Volaia (A.3.b)
      - Dorsale Bordaglia-Stallonkofel (A.3.b/a)
      - Monti di Volaia (A.3.b/b)

  - Cresta Coglians-Mooskofel (A.4)
    - Massiccio del Coglians (A.4.a)
      - Cresta del Coglians (A.4.a/a)
      - Dorsale del Crostis (A.4.a/b)
      - Cresta della Chianevate (A.4.a/c)

    - Sottogruppo del Mooskofel (A.4.b)
- Catena Carnica Orientale (B)[3]
  - Cresta Polinik-Cavallo di Pontebba(B.5)
    - Dorsale Polinik-Timau (B.5.a)
    - Dorsale Cuesta Alta-Hochwipfel (B.5.b)
    - Massiccio del Paularo (B.5.c)
    - Massiccio dello Zermula (B.5.d)
    - Dorsale Creta di Aip-Cavallo di Pontebba (B.5.e)

  - Cresta Gartnerkofel-Poludnig-Osternig (B.6)
    - Dorsale Gartnerkofel-Scinauz(B.6.a)
    - Dorsale Poludnig-Sagran (B.6.b)
    - Dorsale Osternig-Goriane (B.6.c)

## Vette
Le montagne principali sono:
- Monte Coglians - 2.780 m
- Creta delle Chianevate - 2.769 m
- Monte Peralba - 2.694 m
- Monte Cavallino - 2.689 m
- Monte Vancomun - 2.580 m
- Monte Palombino - 2.579 m
- Crode dei Longerin - 2.547 m
- Monte Fleons - 2.507 m
- Col Quaternà - 2.503 m
- Monte Chiadenis - 2.459 m
- Monte Elmo - 2.434 m
- Monte Ferro - 2.348 m
- Gailtaler Polinik - 2.332 m
- Mooskofel - 2.305 m
- Creta di Aip - 2.279 m
- Monte_Arvènis - 1968 m
- Monte Crostis - 2.251 m
- Gartnerkofel - 2.195 m
- Osternig - 2.052 m
- Monte Paularo - 2.043 m
- Monte Poludnig - 2.000 m
- Pal Piccolo - 1.866 m